# Well To The Bone
A Well To The Bone az amerikai gitáros, Scott Henderson harmadik nagylemeze, amelyet 2002-ben adott ki a Shrapnel Records. Az albumon található egy újra felvett dal, a Rituals, amely már a gitáros Tribal Tech együttesének egyik Nomad lemezén szerepelt.

## Számlista
Az összes szám szerzője Scott Henderson. 
| 1.    | Lady P                | 7:14 |
| 2.    | Hillbilly In The Band | 5:06 |
| 3.    | Devil Boy             | 6:41 |
| 4.    | Lola Fay              | 6:24 |
| 5.    | Well To The Bone      | 4:50 |
| 6.    | Ashes                 | 6:53 |
| 7.    | Sultan's Boogie       | 6:30 |
| 8.    | Dat's Da Way It Go    | 6:54 |
| 9.    | That Hurts            | 6:16 |
| 10.   | Rituals               | 8:01 |
| 64:52 |                       |      |

## Közreműködők
- Scott Henderson – gitár
- Kirk Covington – dob és ének
- John Humphrey – basszusgitár
- Thelma Houston – ének (Lola Fay, Well To The Bone és Dat's Da Way It Go)
- Wade Durham – ének (Lola Fay, Devil Boy és Dat's Da Way It Go)
- Scott Kinsey – elektromos ütőhangszer

## Külső hivatkozások
- Hivatalos oldal (angolul)